# Категория Бэра
Категория Бэра — один из способов различать «большие» и «маленькие» множества.
Подмножество топологического пространства может быть первой или второй категории Бэра.
Названа в честь французского математика Рене-Луи Бэра.

## Определения
- Топологические пространства, допускающие счётное покрытие нигде не плотными подмножествами, относятся к пространствам первой категории Бэра, не допускающие такого покрытия — к пространствам второй категории Бэра.

- Подмножество топологического пространства {\displaystyle X}, которое можно представить в виде счётного объединения нигде не плотных в {\displaystyle X} множеств, называется множеством первой категории Бэра в пространстве {\displaystyle X}.

- Множество, которое нельзя представить в таком виде, называется множеством второй категории Бэра в пространстве {\displaystyle X}.

- Топологическое пространство, в котором любое множество первой категории не содержит внутренних точек, называется пространством Бэра.

## Свойства
Для целей анализа удобно, когда рассматриваемое пространство относится ко второй категории Бэра, так как отнесение к этой категории равносильно справедливости теорем существования, таких как:
1. Если пространство второй категории Бэра покрыто счётным семейством замкнутых множеств, то хотя бы одно из них имеет внутреннюю точку (теорема существования внутренней точки).
2. В пространстве второй категории Бэра всякое счётное семейство открытых всюду плотных множеств имеет непустое пересечение (теорема существования общей точки).

Если всё-таки пространство относится к первой категории Бэра, из этого можно получить лишь результаты отрицательного характера — например, всякая метрика на этом пространстве, совместимая с топологией, неполна, а замыкание любого (непустого) открытого подмножества некомпактно. По этой причине, например, пространство многочленов неполно в любой метрике, в которой оно является топологическим векторным пространством (счётномерное векторное пространство во всякой векторной топологии относится к первой категории Бэра).
Применение категорий Бэра к подмножествам заданного топологического пространства имеет смысл, если объемлющее пространство относится ко второй категории Бэра (иначе все подмножества будут первой категории в данном пространстве). Грубо говоря, множества первой категории считаются «маленькими» («тощими»), а второй — «большими» («тучными»).
В этом смысле понятие категории напоминает понятие меры, однако в отличие от меры, категория подмножества зависит только от топологии объемлющего пространства.
Это делает удобным её применение в пространствах без естественно определённой меры.
Например, используя категорию, можно придать точный смысл таким понятиям, как «почти все компактные выпуклые подмножества евклидова пространства».

## Теорема Бэра
Теорема. Полные метрические пространства и локально компактные хаусдорфовы пространства относятся к пространствам второй категории Бэра.
Для доказательства достаточно показать, что всякое счётное семейство открытых всюду плотных множеств {\displaystyle G_{k}\;(k=1,\;2,\;\ldots )} имеет непустое пересечение.
В случае полного метрического пространства индуктивно строится последовательность шаров {\displaystyle B_{k}} такая, что при каждом {\displaystyle k} {\displaystyle {\bar {B}}_{k+1}\subset B_{k}\cap G_{k}} и радиус шара {\displaystyle B_{k}} был бы меньше, чем {\displaystyle 2^{-k}}. Последовательность стягивающихся замкнутых шаров имеет непустое пересечение в силу полноты пространства, и общая точка этих шаров будет общей и для множеств {\displaystyle G_{k}}.
В случае локально компактного хаусдорфова пространства индуктивно строится последовательность открытых множеств {\displaystyle B_{k}} такая, что при каждом {\displaystyle k} {\displaystyle {\bar {B}}_{k+1}\subset B_{k}\cap G_{k}} и замыкание множества {\displaystyle B_{k}} компактно. Тогда последовательность множеств {\displaystyle {\bar {B}}_{k}} образует центрированную систему замкнутых подмножеств в компактном хаусдорфовом пространстве {\displaystyle {\bar {B}}_{1}} и потому имеет непустое пересечение.
Пример. В качестве приложения категорий Бэра, можно показать, что множество иррациональных точек {\displaystyle \mathbb {R} \setminus \mathbb {Q} } не может быть множеством всех точек разрыва никакой функции на числовой прямой. Множество всех точек разрыва любой функции {\displaystyle f} на {\displaystyle \mathbb {R} } является счётным объединением замкнутых множеств {\displaystyle E_{n}}, состоящих из тех точек, в которых колебание функции {\displaystyle f} не меньше, чем {\displaystyle 1/n}. Если бы искомая функция существовала, множества {\displaystyle E_{n}} были бы нигде не плотными, так как их объединение не имеет внутренних точек. Из этого получалось бы, что множество {\displaystyle \mathbb {R} \setminus \mathbb {Q} } первой категории в {\displaystyle \mathbb {R} }, а так как его дополнение тоже имеет первую категорию, то и всё пространство {\displaystyle \mathbb {R} } было бы первой категории, что противоречит его полноте.